# Ludovico Geymonat
Ludovico Geymonat ['dʒeɪ-] (* 11. Mai 1908 in Barge (Piemont); † 29. November 1991 in Rho) war ein italienischer Philosoph und Mathematiker. Er war ein Vertreter der modernen Philosophie in Italien (Wissenschaftsphilosophie und speziell Philosophie der Mathematik, Wiener Kreis) als dort noch die idealistische Philosophie dominierte.

## Leben
Geymonat besuchte ein Jesuitenkolleg und studierte an der Universität Turin mit dem Laurea-Abschluss in Philosophie 1930 und in Mathematik 1932. Als Mathematiker war er Schüler von Giuseppe Peano und Guido Fubini (bei dem er seinen Laurea-Abschluss machte). Danach war er einige Zeit in Wien, wo er Kontakte zum Wiener Kreis hatte und bei Moritz Schlick hörte. Nach der Rückkehr veröffentlichte er ein Buch, in dem er die Ideen des Wiener Kreises in Italien bekannt machte. Danach unterrichtete er Philosophie und Mathematik an höheren Privatschulen in Turin, da seine Gegnerschaft zu den Faschisten keine Karriere an der Universität erlaubten. Im Zweiten Weltkrieg war er im italienischen Widerstand. Ab 1946 hielt er Vorlesungen über Mathematikgeschichte und -philosophie an der Universität Turin. 1949 wurde er außerordentlicher Professor für theoretische Philosophie an der Universität Cagliari, an der er auch höhere Mathematik lehrte, und danach war er Professor an der Universität Pavia. 1956 erhielt er den neu geschaffenen Lehrstuhl für Wissenschaftsphilosophie an der Universität Mailand, wo er eine eigene philosophische Schule in Italien gründete (er nannte seine Richtung in seinem Buch von 1945 neuer Rationalismus). 1978 wurde er emeritiert.
Er war nach dem Krieg Mitglied in der Kommunistischen Partei Italiens (KPI). Als die KPI in die Democratici di Sinistra (DS) überging, schloss er sich der Partito della Rifondazione Comunista (PRC) an. Ab Ende der 1960er Jahre war seine Philosophie zunehmend von dem vom marxistischen dialektischen Materialismus beeinflusst. Daraus entwickelte sich eine Art dialektischer Realismus, dargestellt in seinem Buch Scienza e realismo.
Sein Buch über die Geschichte und Philosophie der Analysis legt er einen Schwerpunkt auf den neuen strengen Methoden im 19. Jahrhundert, der Entwicklung der Mengenlehre durch Georg Cantor und deren Axiomatisierung und schließt mit einer Darstellung der Lebesgue-Integration und moderner Maßtheorie. In den 1970er Jahren gab er eine einflussreiche neunbändige kombinierte Philosophie- und Wissenschaftsgeschichte heraus, die er auch zu großen Teilen selbst verfasste.
1985 wurde er mit einem Antonio-Feltrinelli-Preis ausgezeichnet. 1974 erhielt er für sein Werk Storia del pensiero filosofico e scientifico die Koyré-Medaille.

## Werke
- Il problema della conoscenza nel positivismo, Turin: Bocca, 1931
- La nuova filosofia della natura in Germania, Turin: Bocca 1934
- Studi per un nuovo razionalismo, Turin: Chiantore 1945
- Storia e filosofia delli analisi infinitesimali, 1947
- Saggi di filosofia neorazionalistica, Turin: Einaudi 1953
- Galileo Galilei, Turin: Einaudi 1957
- Storio della Matematica, in Nicola Abbagnano (Hrsg.), Storia della scienza, 1963
- Filosofia e filosofia della scienza, Mailand: Feltrinelli 1960
- mit Renato Tisato: Filosofia e pedagogia nella storia della civiltà, 3 Bände, Mailand 1965
- als Herausgeber und Autor: Storia del pensiero filosofico e scientifico, Mailand: Garzanti, 7 Bände, 1970 bis 1976[1]
- mit Enrico Bellone, Giulio Giorello, Silvano Tagliagambe: Attualità del materialismo dialettico, Rom: Ed. Riuniti 1974
- Scienza e realismo, Mailand: Feltrinelli 1977 (dt. Grundlagen einer realistischen Theorie der Wissenschaft)
- mit Domenico Constantini: Filosofia della probabilità, Mailand: Feltrinelli 1982
- Riflessioni critiche su Kuhn e Popper, Bari: Dedalo 1983
- Lineamenti di filosofia della scienza, Mailand: Mondadori 1985 (Neuauflage Turin 2006)
- mit Giulio Giorello, Fabio Minazzi: Le ragioni della scienza, Rom, Bari: Laterza 1986
- La libertà, Mailand: Rusconi 1988
- La società come milizia (Herausgeber Fabio Minazzi, Marcos y Marcos), 1989, Neuauflage Neapel 2008
- I sentimenti, Mailand: Rusconi 1989
- mit Evandro Agazzi, Fabio Minazzi: Filosofia, scienza e verità, Mailand 1989
- La Vienna dei paradossi. Controversie filosofiche e scientifiche nel Wiener Kreis (Herausgeber Mario Quaranta), Padua: Il Poligrafo 1991
- mit Fabio Minazzi: Dialoghi sulla pace e la libertà, Neapel: Cuen 1992
- mit Fabio Minazzi, Carlo Sini: La ragione, Casale Monferrato: Piemme 1994